# فریدبورگ
فریدبورگ (به آلمانی: Friedeburg) یک شهر در آلمان است که در Wittmund واقع شده‌است. فریدبورگ ۱۰٬۶۵۸ نفر جمعیت دارد.